# Henri IV (deuxième partie)
Pour les articles homonymes, voir Henri IV.
Henry IV (deuxième partie) est une pièce de théâtre historique de William Shakespeare qui a été inscrite au Registre des Libraires le 23 août 1600 et publiée la même année sous le titre The seconde parte of the history of kinge Henry the IIIIth with the humours of Sir John Falstaff, written by master Shakespeare, certifiant ainsi l'identité de l'auteur. Les dates d'écriture et de représentation demeurent en revanche inconnues, ce qui donne lieu à des spéculations. Une première représentation en 1597 est parfois proposée par analogie avec Les Joyeuses Commères de Windsor, qui ont aussi été inscrites en août 1600 et jouées pour la première fois en avril 1597.
Cette pièce forme avec Richard II et Henry IV (première partie), qui la précèdent, et Henry V qui la suit, la seconde tétralogie de Shakespeare,, qui couvre une tranche continue de l'histoire de l'Angleterre de 1398 au traité de Troyes en 1420, finissant là où commence la première tétralogie, composée des trois parties de Henry VI et de Richard III.

## Argument
Cette pièce fait suite à Richard II et à Henry IV (première partie), qui forment la première moitié de cette tétralogie.
Dans la première pièce, Richard II, Bolingbroke parvient à faire abdiquer Richard II grâce à l'aide déterminante des puissants barons du nord, les Percy : Henry Percy, surnommé Hotspur, son père, le comte de Northumberland, et son oncle, le comte de Worcester. Puis, Bolingbroke se fait couronner roi sous le nom d'Henri IV, sans en avoir la légitimité dynastique, puisque c'est Edmond Mortimer, 5e comte de March, qui aurait dû alors devenir roi.
Dans Henry IV (première partie), les Percy s'estiment mal traités par le roi, considérant le soutien sans faille qu'ils lui avaient apporté lors de son ascension vers le trône d'Angleterre. Mécontents, ils s'allient avec leurs ennemis de la veille, les Gallois et les Écossais, toujours en guerre contre le royaume d'Angleterre. Ils rassemblent des forces considérables et s'opposent aux troupes royales d'Henri IV. Les armées en présence sont de force équivalente, rendant l'issue du combat incertaine. Mais au dernier moment, les Gallois se désistent, ainsi que le comte de Northumberland. Le rapport de force passe en faveur des troupes du roi, et Hotspur est battu et tué à la bataille de Shrewsbury.

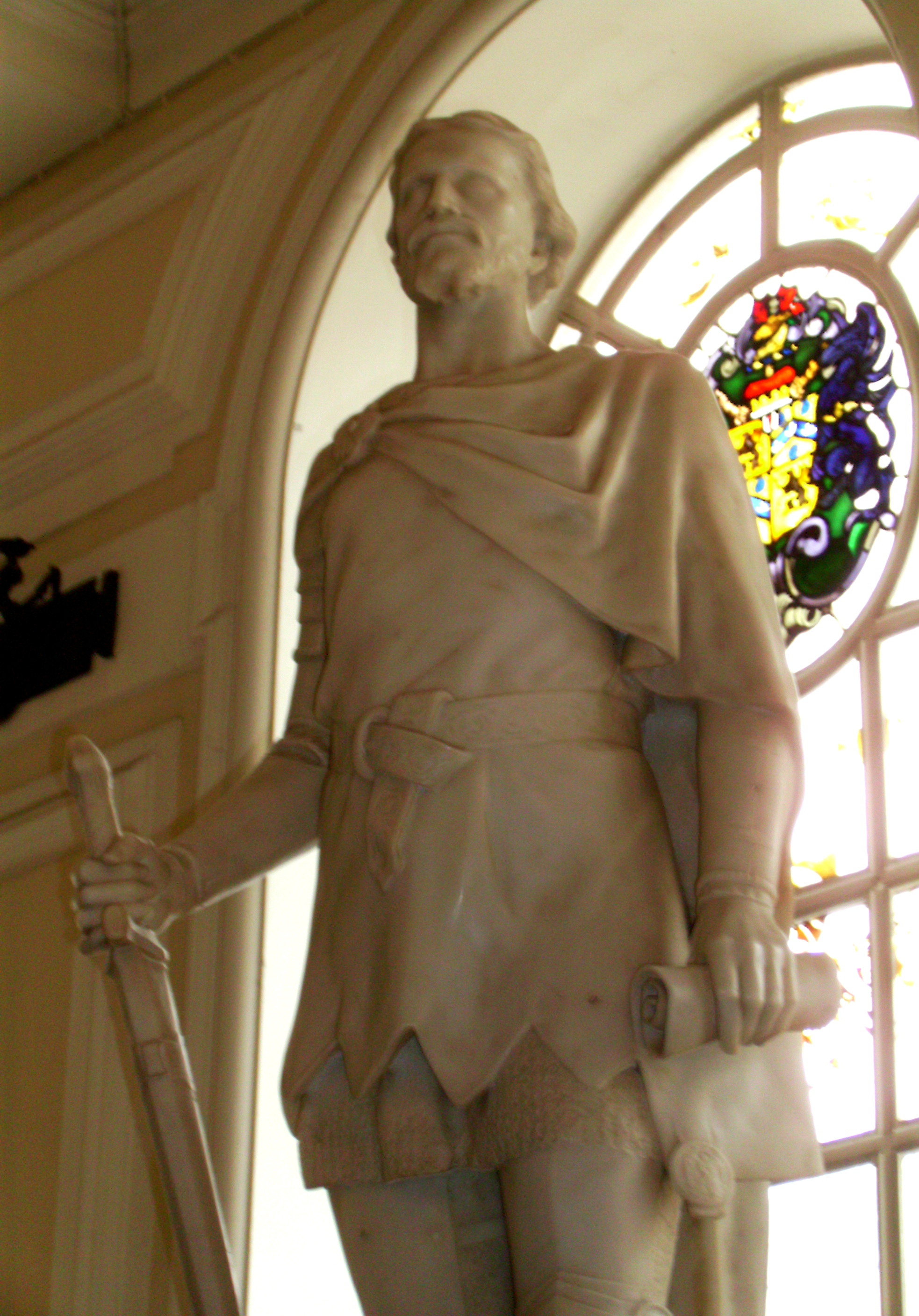
Statue d'Owen Glendower à Cardiff.

Lorsque Henry IV (deuxième partie) commence, cette bataille vient de s'achever, mais elle n'éteint pas toute rébellion. L'archevêque d'York, les lords Mowbray, Hastings et Bartoph, par crainte de représailles royales pour leur soutien à la rébellion précédente, réunissent des troupes, qui pourraient rivaliser avec celles du roi, si le comte de Northumberland s'associait à eux comme il l'a promis. Mais, encore une fois, au moment de l'affrontement, celui-ci renonce et s'enfuit en Écosse. Étant en infériorité numérique, les rebelles acceptent une négociation avec les commandants adverses, le prince Jean et le comte de Westmoreland. Pensant être arrivés à un accord, les chefs rebelles débandent leurs troupes, et lorsqu'ils se retrouvent seuls au milieu de l'état-major royal, Westmoreland les fait arrêter et exécuter. La bataille est gagnée sans combattre.
D'autres bonnes nouvelles arrivent à la connaissance du roi : les Écossais sont battus à la bataille de Bramham Moor et son vieil ennemi, le chef gallois Owen Glendower, est mort. Toute contestation du pouvoir royal a cessé, et la paix civile est revenue. Paradoxalement, le roi se sent mal en apprenant cela. Il s'alite et meurt peu après. Son fils aîné, le prince Hal, devient roi sous le nom d'Henri V. Il promet le jour de son couronnement de tirer un trait définitif sur sa jeunesse dissolue et ses amitiés douteuses.
Cette trame tragique est régulièrement interrompue par des épisodes comiques animés par Falstaff, gentilhomme bouffon, et ses divers compagnons. Leur nombre s'est accru par rapport à la première partie, tandis que l'importance de Falstaff diminue. Il ne partage même pas une scène entière avec le prince Hal et est renié par lui et à tout jamais banni lors de la dernière scène, alors que dans la première partie, il jouait le rôle de conseiller pervers du prince. Il n'y aura pas de place pour lui dans la pièce suivante Henry V, si ce n'est la mention de sa maladie et de sa mort.

## Liste des personnages
Cette liste existe très lacunaire dans le Premier Folio et a donc dû être complétée. Il y a beaucoup de personnages communs avec Henry IV (première partie).

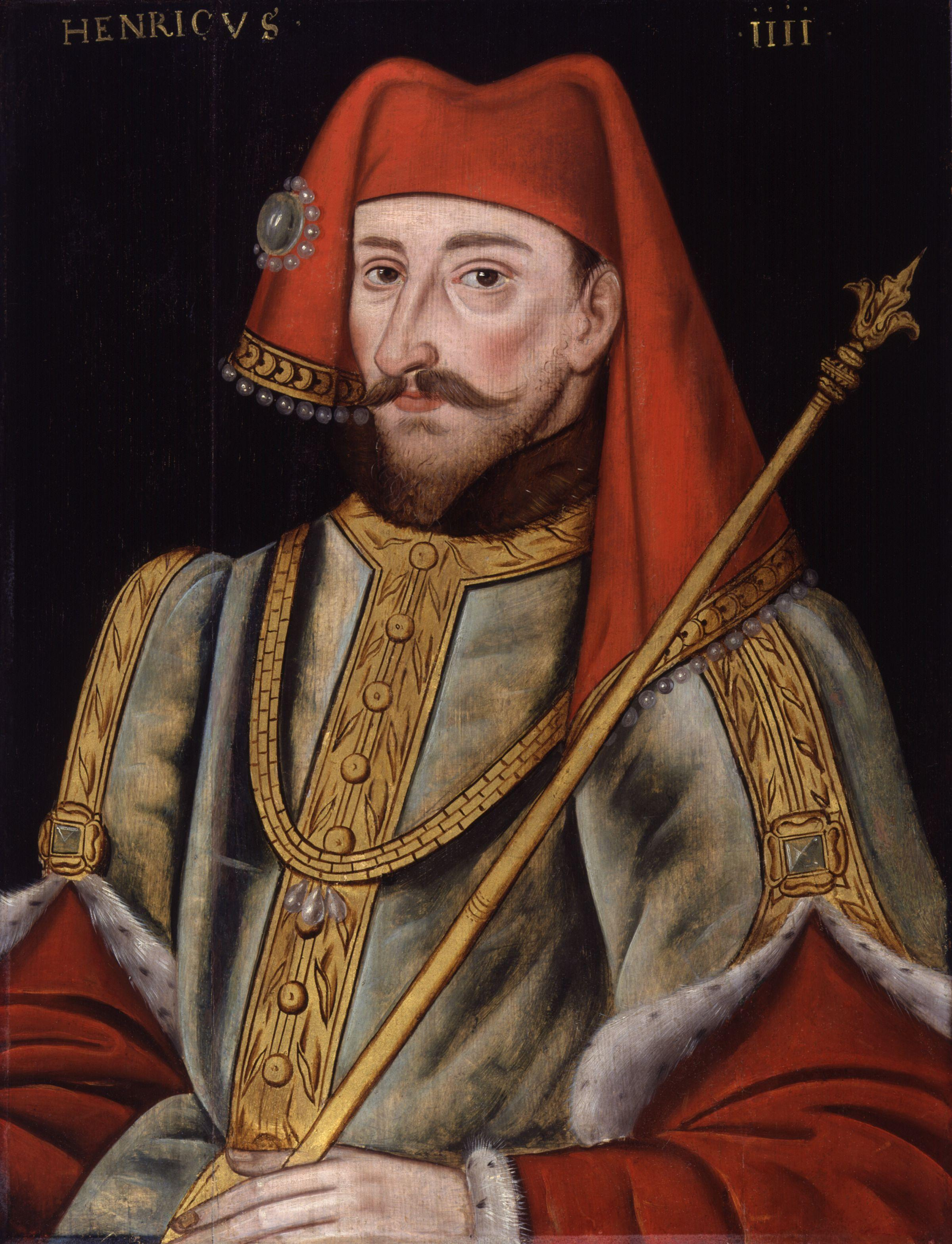
Le roi Henri IV.

- Rumeur, personnage allégorique du prologue
- Le roi Henri IV
- Henri, prince de Galles, fils aîné du roi, surnommé Hal, futur roi Henri V
- Jean de Lancastre, troisième fils du roi
- Thomas, duc de Clarence, deuxième fils du roi
- Humphrey, duc de Gloucester, quatrième fils du roi

Partisans du roi
- Le comte de Westmoreland, 1er du nom
- Sir John Blunt, à ne pas confondre avec Walter Blunt, autre loyal partisan du roi, tué dans la première partie à la bataille de Shrewsbury
- Le comte de Warwick
- Le comte de Surrey (en)
- Gower
- Harcourt, qui n'apparaît que pour annoncer la défaite de Northumberland et de Bardolph (acte IV scène 3)
- Le Grand Juge (Lord Chief Justice, William Gascoigne (en))
- Son serviteur

Adversaires du roi
- Le comte de Northumberland, premier du nom, père de Hotspur, tué dans la première partie
- Lady Percy, Margaret Neville, femme du précédent
- Lady Percy, veuve de Hotspur, appelée Kate par Shakespeare alors qu'elle est prénommée Elizabeth
- Richard Scroope, archevêque d'York
- Lord Thomas Mowbray, fils aîné de Mowbray, adversaire du futur Henri IV dans Richard II et mort à Venise en 1399. Henri IV a refusé à ce fils le titre de duc de Norfolk porté par son père
- Lord Hastings, titre dormant et disputé à cette époque. Ce nom apparaîtra aussi dans Richard III, désignant un autre personnage
- Lord Thomas Bardolf, personnage historique qui n'a rien à voir avec Bardolph, le compagnon au nez écarlate de Falstaff
- Travers, pas de réalité historique
- Morton, pas de réalité historique
- Sir John Colevile, est mentionné dans Holinshed parmi les rebelles exécutés

Personnages comiques

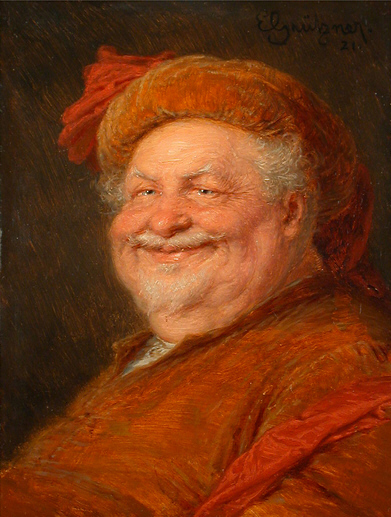
Sir John Falstaff.

- Sir John Falstaff, gentilhomme bouffon. Son nom inventé remplace le nom originel, sir John Oldcastle, à cause des protestations de la famille[11]. Il a beaucoup participé au succès de la pièce
- Robin, le page de Falstaff
- Edward Poins (Ned), ami du prince Henri
- Peto et Bardolph, deux compagnons de Hal et de Falstaff
- Pistolet
- Shallow (Falot) et Silence, deux juges de paix
- Davy, serviteur de Falot
- Fang et Snare (Pince et Coince), deux sergents
- Cinq recrues : Mouldy, Shadow, Wart, Feeble et Bullcalf (Lerance, Delombre, Furoncle, Gringalet et Grandveau)[12]
- Doll Tearsheet (Lola Troussedraps[12])
- Madame Quickly, patronne de l'auberge La Hure de Sanglier à Eastcheap
- Serveurs, bedeau, portier, messager, soldats, seigneurs, musiciens, serviteurs

Toutes les scènes se passent en Angleterre.

## Résumé

### Prologue
La Rumeur entre et se présente. Capable de répandre mille fausses nouvelles, elle vient annoncer des issues fantaisistes à la bataille de Shrewsbury, qui s'est déroulée à la fin de la première partie.

### Acte I

#### Scène 1 (au domicile de Northumberland)
Lord Bardolph vient annoncer au comte de Northumberland que la bataille est gagnée par son camp, que le roi est grièvement blessé et que le prince héritier est mort. Il tient ces nouvelles d'un gentilhomme qui revenait des combats. Puis Travers, un serviteur du comte, apporte des nouvelles contraires, que la bataille est perdue et que le fils du comte, Hotspur, a été tué. Morton, un autre serviteur, vient confirmer les dires du précédent, et prévient que le roi a dépêché contre lui une armée commandée par le prince Jean et Westmoreland. Northumberland fait envoyer des lettres à tous ses alliés.

#### Scène 2

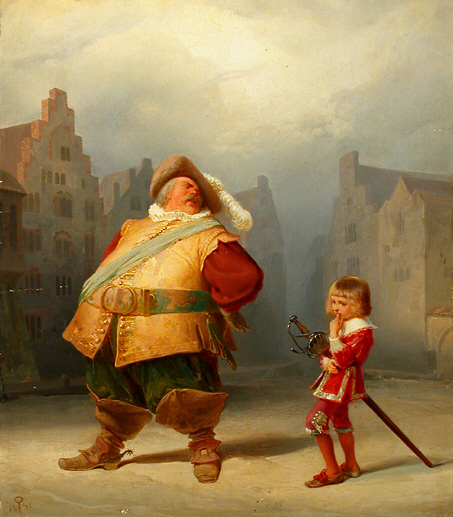
Falstaff et son page.

Falstaff fait son entrée. Accompagné d'un page minuscule, il se compare à une truie ayant écrasé tous ses petits sauf un. Ils rencontrent le Grand Juge, qui veut l'interroger sur l'affaire du vol commis dans la première partie, à laquelle Falstaff avait participé. Mais Falstaff fait la sourde oreille, détourne constamment le sujet, si bien que le juge menace de l'emprisonner. Toutefois, considérant sa bonne conduite à la bataille de Shrewsbury, il l'exempte d'une enquête plus approfondie. Il lui apprend qu'il a été désigné pour faire partie de l'expédition commandée par le prince Jean, partant combattre Northumberland et l'archevêque d'York.

#### Scène 3 (réunion des rebelles)
Les chefs des rebelles, l'archevêque d'York, Mowbray, Hastings et Bartoph, se sont réunis pour faire le bilan de leurs forces, 25 000 hommes, sans compter celles de Northumberland. Mais ils ne sont pas sûrs que cela soit suffisant, ni que Northumberland ne se désistera pas au dernier moment, comme il l'a déjà fait à Shrewsbury. L'archevêque est prêt à prendre le risque. Les autres le suivent.

### Acte II

#### Scène 1 (à l'auberge « La Hure de sanglier »)
La patronne de l'auberge a porté plainte pour dettes contre Falstaff, et les sergents Pince et Coince sont venus pour l'arrêter. Mais lorsque Falstaff arrive avec Bardolph, ceux-ci se défendent et l'affaire risque de mal finir, quand le Grand Juge arrive. Il fait cesser la rixe et demande des explications. Falstaff conteste les dettes et, quand un messager vient leur apprendre que le roi et Hal sont proches avec des troupes, Falstaff prévient qu'il a une mission à remplir : recruter de nouveaux soldats. Il promet tout de même de dîner avec la patronne et Lola Troussedraps le soir même.

#### Scène 2 (à Londres)
Le prince Hal et Poins arrivent à Londres. Ils rencontrent Bardolph et le page de Falstaff, qui leur apprennent que ce dernier doit dîner ce soir-là à l'auberge « La Hure de sanglier » avec la patronne et Troussedraps. Ils décident de les y surprendre en se déguisant en serveurs.

#### Scène 3 (au domicile de Northumberland)
Northumberland hésite à engager ses troupes contre le roi. Sa femme et sa belle-fille, veuve d'Hotspur, tentent de l'en dissuader, lui conseillant de fuir la colère du roi en se réfugiant en Écosse. Il se range à cet avis, se désistant encore une fois au dernier moment, comme lors de la bataille de Shrewsbury, ce qui avait causé indirectement la mort de son fils.

#### Scène 4 (à l'auberge « La Hure de sanglier »)

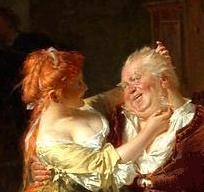
Falstaff et Lola Troussedraps.

Falstaff a dîné avec la patronne, Troussedraps, Bardolph et son page. Pistolet vient les rejoindre et la discussion dégénère en dispute. Falstaff et Pistolet se battent. Ce dernier est blessé à l'épaule et est mis dehors par Bardolph. Quand Hal et Poins se glissent déguisés en serveurs, Falstaff est en train de dénigrer le prince. Ce dernier menace Falstaff qui s'excuse platement. Cela ne va pas plus loin, car Hal apprend que la rébellion prend de l'ampleur, et il part précipitamment prêter main-forte à son père.

### Acte III

#### Scène 1 (la nuit au Palais royal)
Souffrant d'insomnie, Henri IV fait venir Warwick, Surrey et Blunt. Il leur confie ses craintes, estimant les forces rebelles à 50 000 hommes. Warwick le rassure en lui disant que ce nombre est surestimé, qu'Owen Glendower est mort et que les barons du nord seront facilement vaincus.

#### Scène 2
Les juges de paix, Silence et Falot, se remémorent leur passé. On apprend ainsi qu'à l'époque Falstaff était le page de Mowbray, duc de Norfolk, qui avait été banni à vie dans Richard II par le roi Richard II. Falstaff arrive justement avec Bardolph pour recruter quelques soldats. Les juges en ont préalablement sélectionnés quelques-uns, et ils les appellent l'un après l'autre. Falstaff retient les plus solides, mais aucun de ceux-ci n'est désireux de partir à la guerre. Deux d'entre eux paient Falstaff pour n'être pas retenus, procédé déjà employé par celui-ci dans la première partie pour gagner indûment de l'argent.

### Acte IV

#### Scène 1 (au camp des rebelles, dans la forêt de Gaultres, au nord de York)

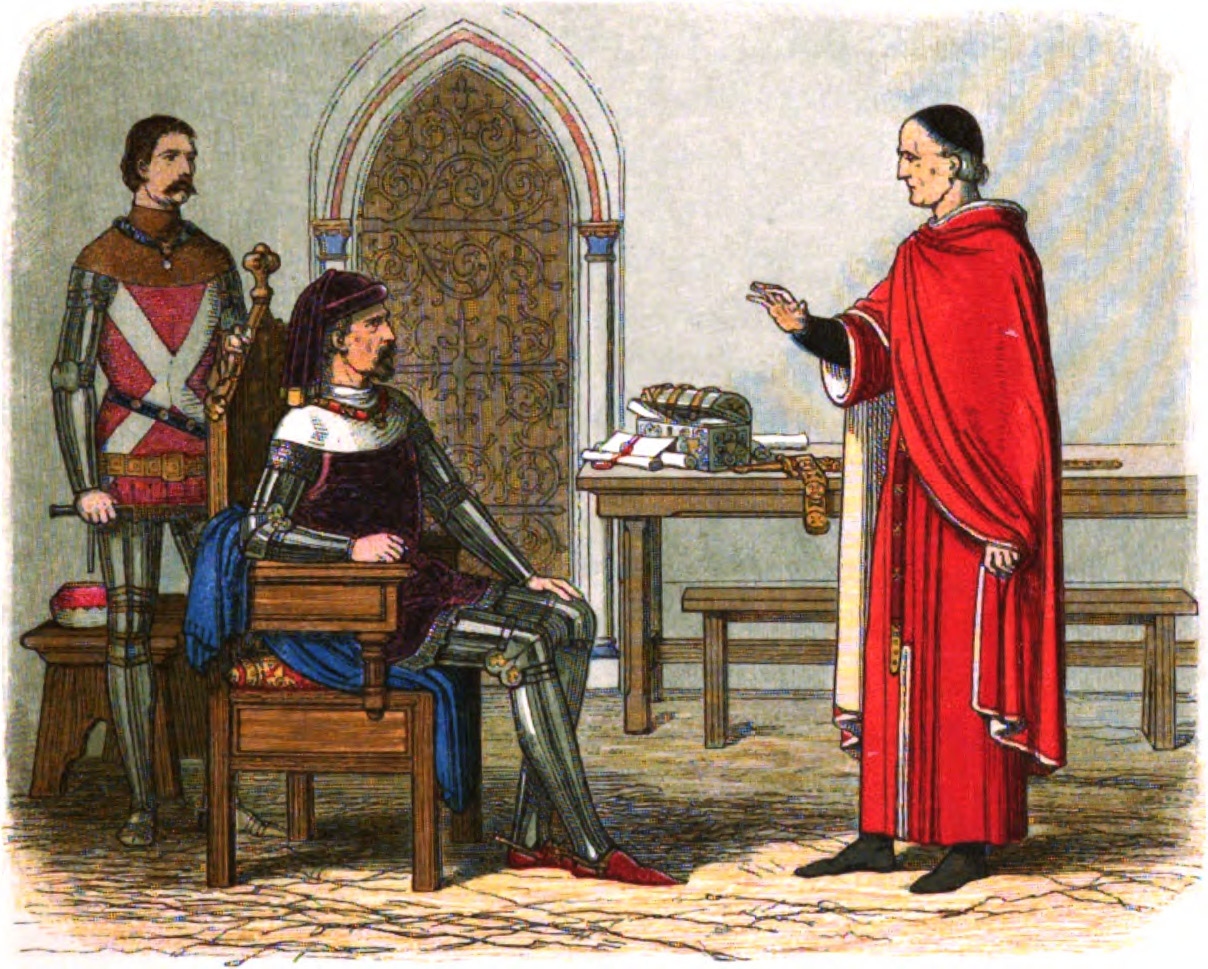
William Gascoigne, Lord Chief Justice, debout devant Henri IV, refuse de prononcer la condamnation de l'archevêque d'York.

L'archevêque apprend par courrier la défection de Northumberland, tandis que l'armée royale, forte de 30 000 hommes, s'approche. Westmoreland vient en ambassadeur écouter les doléances des rebelles et proposer une entrevue avec le prince Jean, représentant du roi, qui promet sa clémence si leurs griefs sont justifiés. Les chefs rebelles finissent par accepter, et tous s'attablent, le verre à la main, au vu des deux armées. Les pourparlers paraissent aboutir, l'ambiance est cordiale et le prince suggère que les armées, qui n'ont plus lieu d'être, soient dispersées. Ce que font naïvement les rebelles, tandis que l'armée royale ne réagit pas et demeure en place. Les trois chefs rebelles dupés se retrouvent ainsi, privés de tout secours, aux mains de leurs ennemis. Victimes d'une manœuvre machiavélique et cruelle, ils sont arrêtés et exécutés pour haute trahison.

#### Scène 2 (dans la forêt de Gaultres)
Falstaff arrive sur le terrain après la confrontation, et un gentilhomme rebelle, nommé Colevile, se rend à lui volontairement. Le prince Jean arrive à son tour et reproche à Falstaff de n'apparaître que lorsqu'il n'y a plus de péril. Falstaff lui fait remarquer qu'il a capturé un rebelle, mais le prince n'est pas dupe de cette capture sans danger, et fait mettre Colevile avec les rebelles devant être exécutés. Resté seul, Falstaff déplore que ce prince ne lui soit pas aussi favorable que le prince Hal.

#### Scène 3 (au palais royal)
Le duc de Clarence apprend à son père, le roi Henri IV, que le prince Hal est encore à Londres avec ses mauvais compagnons habituels. Le roi craint que son fils aîné ne soit entraîné vers le mal avec une telle compagnie. Warwick le rassure. Selon lui, Hal étudie les mœurs des bas-fonds du royaume, et lorsqu'il en aura appris suffisamment, il abandonnera ce groupe.
Westmoreland vient leur apprendre la victoire du prince Jean à la bataille de Gaultres, obtenue sans combattre, et l'exécution des principaux chefs de la rébellion. Harcourt vient compléter cette bonne nouvelle en annonçant la mort de Northumberland et la défaite de ses alliés écossais à la bataille de Bramham Moor. Le roi se sent paradoxalement mal en apprenant cela, et il doit s'allonger. Il demande que sa couronne soit placée près de lui et tous se retirent pour le laisser se reposer, à l'exception de Hal qui arrive à l'instant. Resté seul auprès de son père, Hal remarque la couronne posée sur le lit. Il la prend, s'en coiffe et sort. Le roi se réveille et constate que sa couronne a disparu. Il appelle et Hal revient à son chevet. Le roi lui reproche sa précipitation à se coiffer roi, alors que lui est toujours vivant. Hal se repent. Henri reconnaît qu'il a acquis cette couronne par des chemins tortueux et que son règne a été un long combat pour la conserver. N'ayant pu faire le voyage en Terre sainte prévu au début de son règne, il se retire dans une chambre nommée « Jérusalem » pour y mourir.

### Acte V

#### Scène 1 (au domicile de Falot)
Falstaff est invité à dîner et à passer la nuit chez le juge Falot.

#### Scène 2 (au Palais royal)

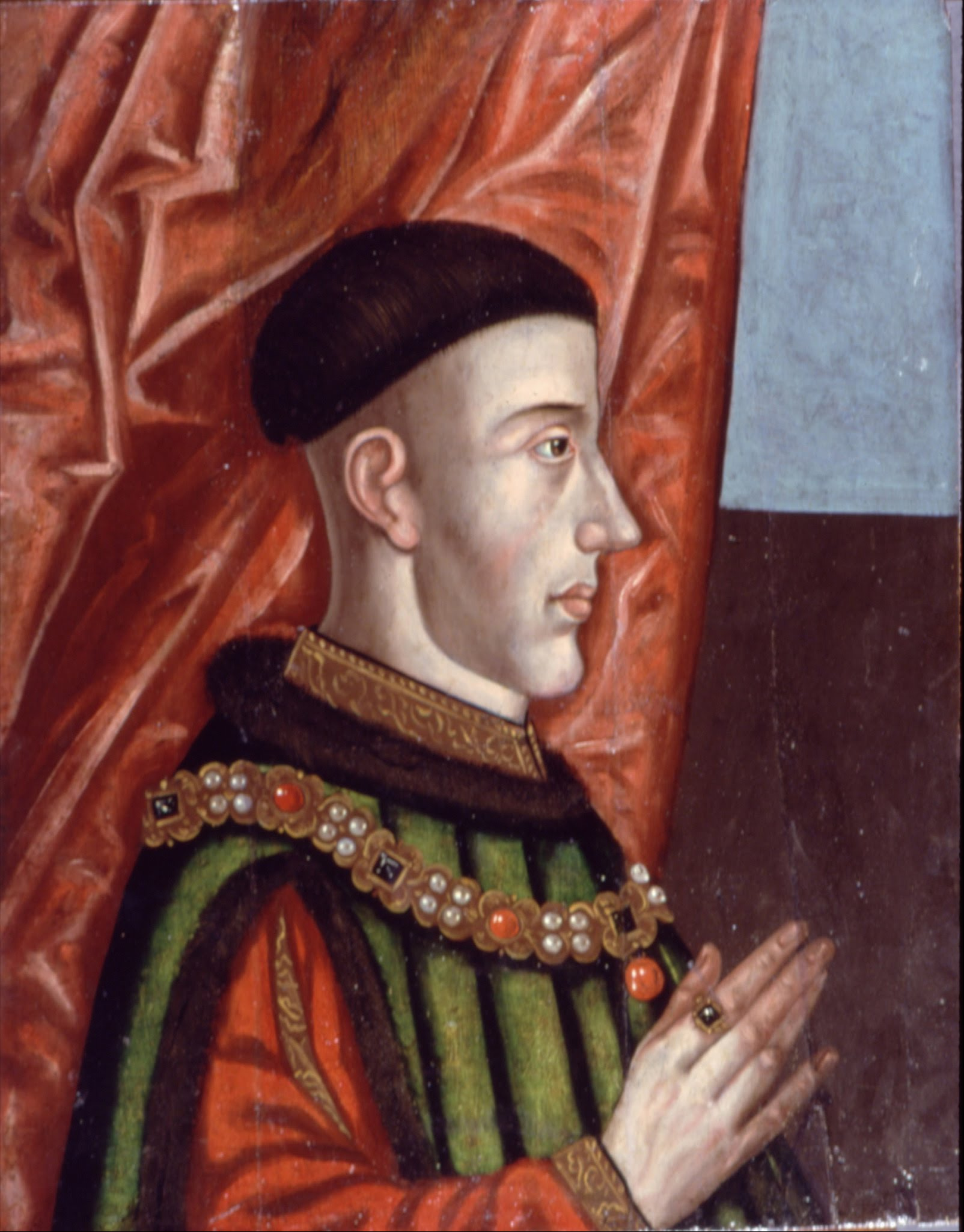
Le nouveau roi Henri V.

Henri IV est mort et Hal lui succède sous le nom d'Henri V. Le Grand Juge craint cette succession, car, il y a quelques années, il avait fait emprisonner Hal malgré son rang royal parce qu'il l'avait giflé. Répondant à ces craintes, Henri V paraît et rappelle au juge qu'il ne l'aime pas. Celui-ci lui précise qu'il avait agi ainsi, car il avait pour tâche de faire appliquer la justice du roi. Il lui demande ce qu'il lui conseillerait de faire si un de ses futurs fils bravait sa justice. Henri V reconnaît qu'il a eu raison d'agir ainsi, le confirme dans sa fonction, et affirme qu'à partir de ce jour il se détourne de sa vie passée.

#### Scène 3 (au domicile de Falot)
Falstaff dîne chez le juge Falot avec le juge Silence, Bardolph et son page. Pistolet vient leur apprendre qu'Henri IV est mort et que le prince Hal, leur ancien compagnon, lui a succédé. Persuadé de pouvoir dorénavant tout obtenir du nouveau roi, Falstaff part pour Londres avec ses amis.

#### Scène 4 (à l'auberge « La Hure de sanglier »)
Lola Troussedraps est emprisonnée, l'homme qu'elle et Pistolet avaient battu étant mort. Falstaff affirme qu'il la fera libérer.

#### Scène 5 (à Londres)

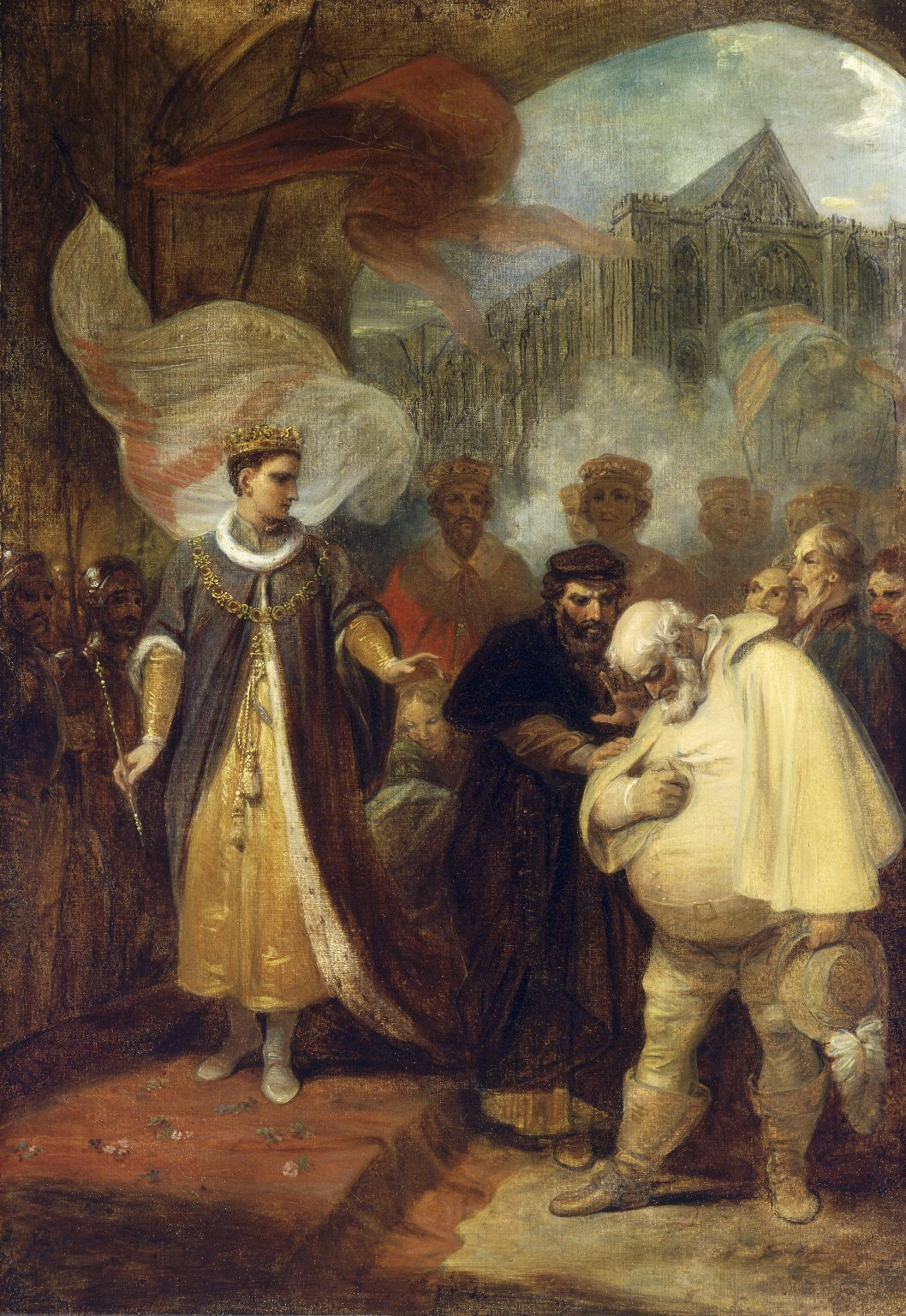
Falstaff réprimandé, Robert Smirke, vers 1795.

Falstaff et ses compagnons se sont placés sur le trajet du roi après son couronnement. À son passage, Falstaff l'interpelle familièrement, mais le roi le renie : « Je ne te connais pas, vieil homme ». Néanmoins, le roi demande au Grand Juge qu'on subvienne à leurs besoins, de crainte que leur manque de ressources ne les fasse retomber dans le mal. Le Grand Juge comprend la requête et les fait enfermer à la prison de Fleet, décision que le prince Jean trouve équitable. Il prédit un prochain envahissement de la France, ce qui fait le lien avec la pièce suivante, Henry V, dernière partie de la tétralogie.

## Sources de Shakespeare
Comme pour les autres pièces historiques de ses tétralogies, Shakespeare a beaucoup utilisé les Chroniques de Raphael Holinshed, deuxième édition de 1587, qui retracent entre autres les épisodes de guerre civile, qui, de 1403 à 1408, bouleversent la paix du royaume, et menacent même son intégrité. Ces chroniques illustrent aussi les rapports difficiles entre Henri IV et son fils, ce que Shakespeare reprend fidèlement. Shakespeare utilise également The First Four Books of the Civile Wars de Samuel Daniel, un long poème montrant la personnalité torturée d'Henri IV, souffrant d'insomnie et de culpabilité à cause de son usurpation,, et peut-être aussi à cause de l'exécution sacrilège de l'archevêque d'York. Enfin Shakespeare fait des emprunts à The Annales of England de John Stow, ainsi qu'à la pièce anonyme The Famous Victories of Henry V (en), inscrite au Registre des Libraires en 1594,.

## Fidélité avec l'histoire
La tâche de Shakespeare n'est pas celle d'un historien. Ses pièces historiques veulent conter l'histoire de l'Angleterre à des auditoires partiellement illettrés, désireux de connaître la vie des puissants, rois, reines, empereurs et tyrans, existences qui doivent être fondamentalement tragiques. De plus Shakespeare tire ses principales informations d'Holinshed (1525 – 1580), l'historiographe officiel des Tudor, dont le souverain régnant, la reine Élisabeth, est la dernière représentante.
Shakespeare insiste dès les premières lignes sur la difficulté du travail de l'historien, dont il avait pris conscience en exploitant ses différentes sources. Dans le prologue, la Rumeur prévient que d'innombrables versions d'un même événement peuvent se répandre ; et dès la première scène de l'acte I, des messagers rapportent des issues radicalement contraires de la bataille de Shrewsbury, qui vient pourtant juste d'avoir lieu. Shakespeare illustre encore plusieurs fois cette thèse au cours de la pièce : les souvenirs d'Henri IV de l'abdication de Richard II, rapportant des paroles qu'il n'avait pourtant pu entendre (III, 1) ou la raison principale donnée par Mowbray des dernières guerres civiles (IV, 1).
Comme pour toutes ses pièces historiques, Shakespeare doit condenser en une heure de représentation une période de l'histoire s'étendant généralement sur plusieurs années. Ici, la partie traitée dure près de dix ans, depuis la bataille de Shrewsbury, le 21 juillet 1403, au couronnement d'Henri V, le 21 mars 1413. Aussi certains événements séparés par quelques années paraissent se produire quasi simultanément, comme la bataille de la forêt de Gaultres (juin 1405), la bataille de Bramham Moor (février 1408) et la mort d'Henri IV (mars 1413). Shakespeare escamote ainsi les cinq dernières années du règne d'Henri IV, qui en sont effectivement les plus calmes, les rebelles ayant été tous éliminés et la paix civile retrouvée.
De même l'âge apparent de certains personnages diffère de leur âge réel au moment de l'action. Ainsi, la négociation dans la forêt de Gaultres, qui vise à prendre perfidement au piège les principaux chefs rebelles, n'a vraisemblablement pas été menée par le prince Jean, qui n'a que seize ans à l'époque, version que nous propose pourtant Shakespeare. Il est plus probable que ce soit Westmoreland, soldat expérimenté, qui a alors plus de quarante ans, qui imagine et conduit cette duperie cynique. C'est d'ailleurs cette version que présente Raphael Holinshed, la source principale de Shakespeare.
Shakespeare nous peint le prince héritier, Hal, comme un bon à rien, fréquentant les bas-fonds et leur faune, participant à des vols et à des beuveries, puis se révélant miraculeusement sur le champ de bataille de Shrewsbury et les suivants comme un chef de guerre lucide et courageux, qualités qu'il conservera jusqu'à sa mort. En fait, dès l'année 1400, il a alors treize ans, il accompagne son père lors des plus importantes batailles, et à dix-neuf ans, il est déjà un guerrier très expérimenté, rompu aux manœuvres stratégiques, aux sièges et à la maîtrise de populations hostiles.
La liberté que Shakespeare prend avec l'histoire concerne aussi tous les intermèdes comiques, qui constituent approximativement la moitié de la pièce. Tous les personnages comiques sont imaginaires, et Falstaff en est le principal. Leur nombre est encore plus grand que dans la première partie, alors que l'importance de Falstaff s'estompe. Toutefois, Shakespeare tient à préciser dans l'épilogue, peut-être avec une pointe d'ironie, que Falstaff n'est pas Oldcastle, nom qu'il avait dû supprimer de la première partie à la suite des protestations de la famille.